# Обжицько
Обжицько (пол. Obrzycko) — місто в західній Польщі.

## Демографія
Демографічна структура станом на 31 березня 2011 року:
|          | Загалом | Допрацездатний вік | Працездатний вік | Постпрацездатний вік |
| -------- | ------- | ------------------ | ---------------- | -------------------- |
| Чоловіки | 1157    | 241                | 833              | 83                   |
| Жінки    | 1202    | 230                | 728              | 244                  |
| Разом    | 2359    | 471                | 1561             | 327                  |